# Бъджи
„Бъджи“ (на английски: Budgie) е бивша уелска рок музикална група, която е сред пионерите в хевиметъл жанра.

## История
Образувана е през 1967 година в Кардиф. Първоначално свирят хардрок, превръщайки се в едни от първите експериментиращи с хевиметъл звук, подобно на Блек Сабат и Ръш.
Макар че не получава широка популярност, групата оказва значително влияние върху Новата вълна в британския хевиметъл, както и върху американски групи, като Металика и Саундгардън.
В средата на 1980-те групата се разпада, но от 1995 година се събира неколкократно за концерти и издава още няколко албума.